# Alberto Bruni Tedeschi
Alberto Bruni Tedeschi, (nato Giuseppe Alberto Tedeschi) (Moncalieri, 27 agosto 1915 – Parigi, 17 febbraio 1996), è stato un imprenditore e compositore italiano.

## Biografia
Figlio di Virginio Tedeschi e di Orsola Bruni, giovanissimo divenne amministratore di CEAT (1938), industria italiana capofila nella produzione di gomme e pneumatici. Agli studi in giurisprudenza e all'attività di imprenditore affiancò quella di compositore: studiò a Torino con Giorgio Federico Ghedini, componendo la sua prima opera di successo nel 1941, Villon, su un libretto di Tullio Pinelli, eseguita in prima assoluta da Giulietta Simionato sotto la direzione di Gianandrea Gavazzeni. Nel 1959 sposò Marisa Borini, musicista e attrice, dalla quale ebbe tre figli: Virginio Bruni Tedeschi (1959-2006), Valeria Bruni Tedeschi (1964), celebre attrice e regista, e Carla Bruni (1967), modella, cantante e attrice, première dame francese con il marito Nicolas Sarkozy. La moglie rivelò in seguito di aver concepito la figlia Carla con un musicista torinese, Maurizio Remmert. L'anno successivo fu nominato sovrintendente del Teatro regio di Torino, carica che mantenne fino al 1971.
Esperto collezionista e appassionato d'arte, Bruni Tedeschi aveva acquistato nel 1952 Villa Ceriana a Castagneto Po, un castello di 40 stanze su 1500 m² che rinnovò interamente e dove collocò parte del proprio patrimonio artistico. Il castello, gli arredamenti e la collezione furono poi venduti dalle eredi Marisa, Valeria e Carla per finanziare la Fondazione Bruni Tedeschi, nata per onorare il figlio di Bruni Tedeschi, Virginio, scomparso a 46 anni a causa dell'AIDS. Lasciata l'Italia e l'attività imprenditoriale - dopo aver ceduto la CEAT al gruppo Pirelli - Bruni Tedeschi si trasferì a Parigi dove visse per gli ultimi vent'anni. Malato da tempo, si spense a Parigi il 17 febbraio 1996, all'età di ottant'anni. Parte dei suoi manoscritti e molti documenti sono conservati presso la Fondazione Giorgio Cini di Venezia.

## Opere
Fra i suoi lavori musicali si possono ricordare:
- Villon (melodramma)
- Variations pour orchestre
- La Messe
- Diario Marino (balletto)
- Requiem senza parole
- Fantasia, recitativo quasi una danza
- Paolino, la giusta causa e una buona ragione (melodramma)
- Diagramma circolare (melodramma)
- Secondatto (melodramma)
- Mobile Rouge (melodramma)
- Journal intime (balletto)